# Equity Tournament 1973
L'Equity Tournament 1973  è stato un torneo di tennis. È stata la 1ª edizione dell'Equity Tournament, che fa parte del Commercial Union Assurance Grand Prix 1973. Si è giocato a Washington negli Stati Uniti, dal 19 al 25 marzo 1973.

## Campioni

### Singolare
Ilie Năstase ha battuto in finale  Jimmy Connors con il punteggio di 4–6, 6–2, 7–5, 6–2